# 伊諸諾口阿霍霍
伊諸諾口阿霍霍（鄒語：Hicu no koah'oh'o），又稱痘神、天花神，是台灣鄒族神話中的惡神之一，會給族人帶來疾病。

## 身世與職責
伊諸諾口阿霍霍來自於西方平地的漢人聚落，祂會在族人中散播天花等疾病，曾經造成鄒族人口大量死亡。人們會向天神祭祀來請求驅逐祂。

## 其他
根據其身世來源可以知道，伊諸諾口阿霍霍是鄒族跟漢人接觸後，被漢人傳染天花等疾病而將其神格化的神祇，祂的名字也是來自鄒族的「天花」（H'oh'o）。